# Iqbal
Iqbal (hindi: इक़्बाल, urdu: اقبال) – bollywoodzki dramat sportowy wyreżyserowany (według autorskiego scenariusza) w 2005 roku przez Nagesha Kukunoora, twórcę Dor i 3 Deewarein. Film opowiada historię Iqbala, głuchoniemego muzułmańskiego chłopca z zapadłej wioski. Pasją jego jest krykiet. Pewnego dnia marzenia mu nie wystarczają. Zaczyna dążyć do zagrania w reprezentacji Indii. Tematem filmu jest nie tylko wytrwałość w dążeniu do celu, ale też relacje ludzi – dramatyczna relacja syna z ojcem i pełna wiary w niego relacja Iqbala z matką i siostrą. Film podejmuje też problem odradzania się duchowego człowieka upadłego, straconego, szukającego zapomnienia o swoich klęskach w alkoholu.
W rolach głównych Shreyas Talpade i Naseeruddin Shah.

## Fabuła
Gdzieś w Andhra Pradesh, w małej muzułmańskiej wiosce Kolipad, mieszkańcy tańczą pod zawieszonym na drzewie telewizorem. Radośnie świętują zwycięstwo Indii w krykiecie. Wśród nich jest brzemienna Saida. Już w łonie matki budzi się w Iqbalu miłość do krykieta.
Głuchoniemy Iqbal (Shreyas Talpade) ma 18 lat. Ciężko pracującego na roli ojca drażni marzycielska natura syna. Chciałby mieć w synu oparcie i pomoc. Tymczasem chłopiec całymi dniami marzy tylko o graniu w krykieta, o dostaniu się do reprezentacji Indii. Ojciec oczekuje, że jego syn zejdzie z obłoków i godząc się ze swoim losem zacznie z nim pracować na roli. Matka broni syna. Wierzy, że Iqbal spełni kiedyś swoje marzenia. Jego młodsza, służąca mu często za tłumacza, siostra Khadiya przekonuje trenera Guruji, aby zaczął szkolić Iqbala. Jego talent budzi zawiść w jednym z zawodników. Wyszydzony przez niego Igbal traci panowanie nad sobą. Za zranienie kolegi zostaje wyrzucony z treningów. Zrozpaczony Iqbal żegna się ze swoimi marzeniami. W gniewie i bezsilności pali wszystkie nagromadzone przez lata marzeń zdjęcia wielkich zawodników. Nagle na jednym ze zdjęć rozpoznaje twarz wioskowego nieudacznika, wiecznie pijanego Mohita (Naseeruddin Shah). Iqbal próbuje przekonać zniszczonego alkoholem, półprzytomnego pijaka, aby zaczął go trenować.

## Obsada
- Shreyas Talpade – Iqbal Khan
- Naseeruddin Shah – Mohit, trener Iqbala
- Girish Karnad – Guruji, trener Kamala
- Shweta Prasad – Khadija Khan, siostra Iqbala
- Yatin Karyekar – Anwar Khan, ojciec Iqbala
- Prateeksha Lonkar – Saida Khan, matka Iqbala
- Dilip Salgaonkar – Bipin
- Jyoti Joshi – Farida
- Aadarsh Balakrishna – Kamal
- Gururaj Manepalli – Akash

## Muzyka i piosenki
Piosenki do muzyki duetu Salim-Suleman i Sukhwindera Singha śpiewane przez KK pozostają w tle filmu np.
- Aashayein
- Jeetenge Jeetenge

## Nagrody i nominacje
- Nagroda Zee Cine Krytyków dla Najlepszego Aktora – Shreyas Talpade
- nominacja do Nagrody Filmfare dla Najlepszego Aktora Drugoplanowego – Naseeruddin Shah
- nominacja do Nagrody Filmfare dla Najlepszej Aktorki Drugoplanowej – Shweta Prasad
- nominacja do Nagrody Filmfare dla Najlepszego Reżysera – Nagesh Kukunoor